# زكرياء الملحاوي
زكرياء الملحاوي هو لاعب كرة قدم مغربي من مواليد 18 يوليو 1984 بمدينة وجدة، يشغل حاليا مركز جناح أيمن بنادي اتحاد طنجة.

## ألقابه
منتخب المغرب لكرة القدم للمحليين
- كأس العرب لكرة القدم
  - اللقب سنة 2012

| السنة | النادي          | اللقب                                   |
| ----- | --------------- | --------------------------------------- |
| 2012  | المغرب التطواني | بطل الدوري المغربي للمحترفين 2011/2012  |
| 2014  | المغرب التطواني | بطل الدوري المغربي لكرة القدم 2013-2014 |

## روابط خارجية
- زكرياء الملحاوي على موقع قاعدة بيانات كرة القدم.إي يو (الإنجليزية)
- زكرياء الملحاوي على موقع ناشيونال فوتبول تيمز (الإنجليزية)
- زكرياء الملحاوي على موقع كووورة

- Fiche de Zakaria Melhaoui sur footballdatabase.eu